# Big Brother Brasil 10
Big Brother Brasil 10 foi a décima temporada do reality show brasileiro Big Brother Brasil, exibida pela TV Globo entre 12 de janeiro e 30 de março de 2010, com 78 dias de confinamento. O programa foi apresentado por Pedro Bial e dirigido por José Bonifácio Brasil de Oliveira, o Boninho. 
Essa foi a primeira temporada a ter ex-participantes de edições passadas voltando a competir. 
Na final do programa, foi constatada a maior votação do programa e de reality shows no mundo até então, com mais de 154 milhões de votos. O recorde foi nove anos depois superado na nona eliminação do Big Brother Brasil 19.
A edição terminou com a vitória do lutador e professor de educação física Marcelo Dourado, que também havia participado do Big Brother Brasil 4, com 60% dos votos. O prêmio foi de R$ 1,5 milhão de reais, sem desconto de impostos, e um carro Fiat Palio. No entanto, a TV Globo distribuiu mais de dez milhões em prêmios.

## Geral
Os participantes se acomodaram em duas casas. A casa 1 teve dois quartos, o quarto "Tattoo" e o quarto do Líder, que não estava mais montado em estrutura separada da casa. A casa 2 foi construída na área que antes era ocupada pelo quarto do Líder. Foi, na verdade, um grande loft, com sala, quarto, cozinha e banheiro.
A área externa ganhou mais um espaço com futton, a banheira de hidromassagem estava mais perto da piscina. A varanda da casa 1, além de novos móveis, tinha uma mesa de sinuca, mais uma opção de distração para os confinados. A academia de ginástica, foi em um ambiente fechado com ar refrigerado.
Outra novidade foi uma garagem em que se encontra o "Quarto Branco" que, no início, foi apenas mais um quarto normal, em preto e branco.

## O Jogo

### Divisão dos participantes em Tribos
A décima temporada inicialmente dividiu os participantes em cinco tribos de quatro integrantes: "Sarados", "Cabeças", "Belos", "Ligados" e "Coloridos". Em provas, os participantes competiram individualmente, porém a imunidade conquistada pela liderança se aplicou também aos outros membros da mesma tribo nas três primeiras semanas.
As tribos foram extintas em 4 de fevereiro.

### Retorno de ex-participantes
Na estreia, cinco ex-participantes de edições passadas retornaram à casa como padrinhos e madrinhas das tribos: Joseane Oliveira do Big Brother Brasil 3 amadrinhou os "Belos", Marcelo Dourado do Big Brother Brasil 4 apadrinhou os "Sarados", Rafael Valente do Big Brother Brasil 6 apadrinhou os "Cabeças", Fani Pacheco do Big Brother Brasil 7 amadrinhou os "Coloridos" e Natália Casassola do Big Brother Brasil 8 amadrinhou os "Ligados".
No mesmo dia, uma prova de resistência entre os novatos (divididos entre as tribos) foi realizada, dando o direito ao padrinho ou madrinha da tribo vencedora a retornar como participante e primeiro Líder da temporada, e a escolher um candidato do sexo oposto para também retornar ao programa. A vencedora da prova foi Fernanda, da tribo dos "Belos", garantindo então a participação de Joseane. Joseane, por sua vez, escolheu Marcelo Dourado para também retornar e competir na edição.
| Fani Miranda Pacheco Big Brother Brasil 7                  | 27 | Não divulgado                          | Nova Iguaçu, Rio de Janeiro      | Não escolhida         |  |  |  |  |  |  |  |  |  |  |  |  |  |  |  |
| Joseane Procasco Guntzell de Oliveira Big Brother Brasil 3 | 28 | Modelo e apresentadora                 | Canoas, Rio Grande do Sul        | Escolhida por Prova   |  |  |  |  |  |  |  |  |  |  |  |  |  |  |  |
| Natália Bohm Casassola Big Brother Brasil 8                | 24 | Não divulgado                          | Passo Fundo, Rio Grande do Sul   | Não escolhida         |  |  |  |  |  |  |  |  |  |  |  |  |  |  |  |
|                                                            |    |                                        |                                  |                       |  |  |  |  |  |  |  |  |  |  |  |  |  |  |  |
| Marcelo Pereira Dourado Big Brother Brasil 4               | 37 | Lutador e professor de educação física | Porto Alegre, Rio Grande do Sul  | Escolhido por Joseane |  |  |  |  |  |  |  |  |  |  |  |  |  |  |  |
| Rafael Valério Vieira Valente Big Brother Brasil 6         | 30 | Não divulgado                          | São José do Rio Preto, São Paulo | Não escolhido         |  |  |  |  |  |  |  |  |  |  |  |  |  |  |  |

## Participantes
- As informações referentes a profissão dos participantes estão de acordo com o momento em que ingressaram no programa.

| Participante                                               | Data de nascimento | Ocupação                                          | Origem                          | Resultado                               | Ref.   |
| ---------------------------------------------------------- | ------------------ | ------------------------------------------------- | ------------------------------- | --------------------------------------- | ------ |
| Marcelo Pereira Dourado Big Brother Brasil 4               | 29/04/1972         | Lutador e professor de educação física            | Porto Alegre, Rio Grande do Sul | Vencedor em 30 de março de 2010         | [ 9 ]  |
| Fernanda Helena Cardoso                                    | 04/12/1981         | Cirurgiã-dentista                                 | Macatuba, São Paulo             | 2º lugar em 30 de março de 2010         | [ 10 ] |
| Carlos Eduardo de Nascimento Parga (Cadu)                  | 04/04/1985         | Personal trainer                                  | Rio de Janeiro, Rio de Janeiro  | 3º lugar em 30 de março de 2010         | [ 11 ] |
| Eliane Kheireddine (Lia)                                   | 15/01/1981         | Dançarina                                         | São Paulo, São Paulo            | 14ª eliminada em 28 de março de 2010    | [ 12 ] |
| Dicesar Ferreira dos Santos                                | 02/01/1966         | Maquiador e drag queen                            | Sertanópolis, Paraná            | 13º eliminado em 27 de março de 2010    | [ 13 ] |
| Anamara Cristiane de Brito Barreira                        | 13/07/1984         | Policial militar                                  | Juazeiro, Bahia                 | 12ª eliminada em 23 de março de 2010    | [ 14 ] |
| Sérgio Luis de Ramos Franceschini                          | 25/02/1989         | Estudante de moda                                 | São Paulo, São Paulo            | 11º eliminado em 21 de março de 2010    | [ 15 ] |
| Michel Turtchin                                            | 13/03/1979         | Publicitário                                      | São Paulo, São Paulo            | 10º eliminado em 16 de março de 2010    | [ 16 ] |
| Eliéser José Ambrósio                                      | 12/05/1984         | Engenheiro agrônomo e modelo                      | Maringá, Paraná                 | 9º eliminado em 9 de março de 2010      | [ 17 ] |
| Cláudia Livia Colucci                                      | 28/12/1981         | Empresária e promotora de eventos                 | Ribeirão Preto, São Paulo       | 8ª eliminada em 2 de março de 2010      | [ 18 ] |
| Ana Angélica Martins Marques                               | 01/03/1985         | Jornalista                                        | Uberlândia, Minas Gerais        | 7ª eliminada em 23 de fevereiro de 2010 | [ 19 ] |
| Elenita Gonçalves Rodrigues                                | 01/03/1979         | Professora de linguagens e doutora em linguística | Brasília, Distrito Federal      | 6ª eliminada em 16 de fevereiro de 2010 | [ 20 ] |
| Uilliam Cardoso Carvalho                                   | 01/02/1986         | Ator e dançarino                                  | Firmino Alves, Bahia            | 5º eliminado em 9 de fevereiro de 2010  | [ 21 ] |
| Alex Fernandes Vilanova                                    | 08/11/1973         | Advogado                                          | Suzano, São Paulo               | 4º eliminado em 7 de fevereiro de 2010  | [ 22 ] |
| Tessália Serighelli de Castro                              | 11/04/1987         | Publicitária                                      | Curitiba, Paraná                | 3ª eliminada em 2 de fevereiro de 2010  | [ 23 ] |
| Ana Marcela Santos Pereira Alves                           | 21/09/1984         | Estudante de direito                              | Recife, Pernambuco              | 2ª eliminada em 26 de janeiro de 2010   | [ 24 ] |
| Joseane Procasco Guntzell de Oliveira Big Brother Brasil 3 | 10/04/1981         | Modelo e apresentadora                            | Canoas, Rio Grande do Sul       | 1ª eliminada em 19 de janeiro de 2010   | [ 25 ] |

## Histórico
|                     |                     | Sem 1                                        | Sem 1                     | Sem 1                     | Sem 2                         | Sem 3                      | Sem 4                      | Sem 4                     | Sem 5                     | Sem 6                      | Sem 6                      | Sem 7                     | Sem 8                     | Sem 9                     | Sem 10                    | Sem 10                    | Sem 11                    | Sem 11                     | Sem 11                  | Votos recebidos |
| Dia 1               | Dia 2               | Dia 6                                        | Dia 25                    | Dia 27                    | Sem 2                         | Sem 3                      | Quarto Branco              | Dia 41                    | Sem 5                     | Dia 67                     | Dia 69                     | Sem 7                     | Sem 8                     | Sem 9                     | Dia 74                    | Dia 75                    | Final                     |                            |                         | Votos recebidos |
| ------------------- | ------------------- | -------------------------------------------- | ------------------------- | ------------------------- | ----------------------------- | -------------------------- | -------------------------- | ------------------------- | ------------------------- | -------------------------- | -------------------------- | ------------------------- | ------------------------- | ------------------------- | ------------------------- | ------------------------- | ------------------------- | -------------------------- | ----------------------- | --------------- |
| Líder               | Líder               | (nenhum)                                     | Joseane                   | Sérgio                    | Cadu                          | Lia                        | Cadu                       | Michel                    | Eliéser                   | (nenhum)                   | Eliéser                    | Michel                    | Fernanda                  | Fernanda                  | Cadu                      | Cadu                      | Fernanda                  | Cadu                       | (nenhum)                |                 |
| Anjo                | Anjo                | (nenhum)                                     | (nenhum)                  | Joseane                   | Uilliam                       | Anamara                    | Fernanda                   | (nenhum)                  | Elenita                   | (nenhum)                   | Dourado                    | Cláudia                   | Lia                       | Cadu                      | (nenhum)                  | (nenhum)                  | (nenhum)                  | (nenhum)                   | (nenhum)                |                 |
| Imunizado           | Imunizado           | (nenhum)                                     | (nenhum)                  | Dourado                   | Eliéser                       | Elenita                    | Lia                        | (nenhum)                  | Michel                    | (nenhum)                   | Lia                        | Eliéser                   | Lia                       | Lia                       | (nenhum)                  | (nenhum)                  | (nenhum)                  | (nenhum)                   | (nenhum)                |                 |
| Big Fone            | Big Fone            | (nenhum)                                     | (nenhum)                  | Eliéser                   | Ana Marcela                   | Anamara                    | (nenhum)                   | (nenhum)                  | Anamara Dourado           | Angélica                   | (nenhum)                   | Dourado                   | Dicesar                   | Dicesar                   | (nenhum)                  | (nenhum)                  | (nenhum)                  | (nenhum)                   | (nenhum)                |                 |
| Indicado (Big Fone) | Indicado (Big Fone) | (nenhum)                                     | (nenhum)                  | (nenhum)                  | Tessália Ana Marcela          | Anamara                    | (nenhum)                   | (nenhum)                  | Anamara                   | Angélica Cláudia Sérgio    | Angélica                   | Cláudia                   | Dourado                   | (nenhum)                  | (nenhum)                  | (nenhum)                  | (nenhum)                  | (nenhum)                   | (nenhum)                |                 |
| Indicado (Líder)    | Indicado (Líder)    | (nenhum)                                     | Elenita                   | Cláudia                   | Alex                          | Tessália                   | Alex                       | Lia                       | Lia                       | Angélica Cláudia Sérgio    | Dourado                    | Lia                       | Eliéser                   | Michel                    | Dicesar                   | Anamara                   | Dicesar                   | Fernanda                   | (nenhum)                |                 |
| Indicado (Casa)     | Indicado (Casa)     | (nenhum)                                     | (nenhum)                  | Joseane                   | Angélica                      | Alex                       | Dourado Eliéser Fernanda   | Dourado Uilliam           | Elenita                   | Angélica Cláudia Sérgio    | Dicesar                    | Dourado                   | Dicesar                   | Anamara                   | Sérgio                    | Lia                       | Dourado                   | Lia                        | (nenhum)                |                 |
|                     |                     |                                              |                           |                           |                               |                            |                            |                           |                           |                            |                            |                           |                           |                           |                           |                           |                           |                            |                         |                 |
|                     | Dourado             | Prova                                        | Não elegível              | Eliéser                   | Angélica                      | Eliéser                    | Eliéser                    | Uilliam                   | Elenita                   | Casa BBB                   | Dicesar                    | Não elegível              | Dicesar                   | Sérgio                    | Sérgio                    | Dicesar                   | Lia                       | Não elegível               | Vencedor (Dia 78)       | 22              |
|                     | Fernanda            | Não elegível                                 | Imune                     | Tessália                  | Angélica                      | Alex                       | Uilliam                    | Uilliam                   | Elenita                   | Casa BBB                   | Michel                     | Sérgio                    | Líder                     | Líder                     | Lia                       | Lia                       | Líder                     | Lia                        | 2º lugar (Dia 78)       | 15              |
|                     | Cadu                | Não elegível                                 | Não elegível              | Anamara                   | Líder                         | Alex                       | Líder                      | Uilliam                   | Elenita                   | Casa BBB                   | Dicesar                    | Anamara                   | Dicesar                   | Anamara                   | Líder                     | Líder                     | Dourado                   | Líder                      | 3º lugar (Dia 78)       | 3               |
|                     | Lia                 | Não elegível                                 | Não elegível              | Anamara                   | Elenita                       | Líder                      | Uilliam                    | Uilliam                   | Elenita                   | Casa BBB                   | Dicesar                    | Fernanda                  | Dicesar                   | Anamara                   | Fernanda                  | Fernanda                  | Dourado                   | Não elegível               | Eliminada (Dia 76)      | 12              |
|                     | Dicesar             | Não elegível                                 | Não elegível              | Tessália                  | Michel                        | Alex                       | Dourado                    | Uilliam                   | Cadu                      | Casa BBB                   | Anamara                    | Dourado                   | Não elegível              | Anamara                   | Dourado                   | Lia                       | Dourado                   | Eliminado (Dia 75)         | Eliminado (Dia 75)      | 13              |
|                     | Anamara             | Não elegível                                 | Não elegível              | Lia                       | Michel                        | Dourado                    | Dourado                    | Dourado                   | Dicesar                   | Casa BBB                   | Dicesar                    | Dourado                   | Dicesar                   | Sérgio                    | Sérgio                    | Lia                       | Eliminada (Dia 71)        | Eliminada (Dia 71)         | Eliminada (Dia 71)      | 18              |
|                     | Sérgio              | Não elegível                                 | Não elegível              | Líder                     | Anamara                       | Alex                       | Dourado                    | Uilliam                   | Elenita                   | Quarto Branco              | Anamara                    | Anamara                   | Anamara                   | Anamara                   | Anamara                   | Eliminado (Dia 69)        | Eliminado (Dia 69)        | Eliminado (Dia 69)         | Eliminado (Dia 69)      | 6               |
|                     | Michel              | Não elegível                                 | Não elegível              | Joseane                   | Angélica                      | Uilliam                    | Fernanda                   | Líder                     | Fernanda                  | Casa BBB                   | Fernanda                   | Líder                     | Anamara                   | Anamara                   | Eliminado (Dia 64)        | Eliminado (Dia 64)        | Eliminado (Dia 64)        | Eliminado (Dia 64)         | Eliminado (Dia 64)      | 6               |
|                     | Eliéser             | Não elegível                                 | Imune                     | Joseane                   | Angélica                      | Dourado                    | Fernanda                   | Dourado                   | Líder                     | Casa BBB                   | Líder                      | Dourado                   | Anamara                   | Eliminado (Dia 57)        | Eliminado (Dia 57)        | Eliminado (Dia 57)        | Eliminado (Dia 57)        | Eliminado (Dia 57)         | Eliminado (Dia 57)      | 8               |
|                     | Cláudia             | Não elegível                                 | Não elegível              | Lia                       | Sérgio                        | Uilliam                    | Uilliam                    | Dourado                   | Cadu                      | Quarto Branco              | Fernanda                   | Dourado                   | Eliminada (Dia 50)        | Eliminada (Dia 50)        | Eliminada (Dia 50)        | Eliminada (Dia 50)        | Eliminada (Dia 50)        | Eliminada (Dia 50)         | Eliminada (Dia 50)      | 2               |
|                     | Angélica            | Não elegível                                 | Não elegível              | Joseane                   | Michel                        | Eliéser                    | Eliéser                    | Eliéser                   | Elenita                   | Quarto Branco              | Fernanda                   | Eliminada (Dia 43)        | Eliminada (Dia 43)        | Eliminada (Dia 43)        | Eliminada (Dia 43)        | Eliminada (Dia 43)        | Eliminada (Dia 43)        | Eliminada (Dia 43)         | Eliminada (Dia 43)      | 4               |
|                     | Elenita             | Não elegível                                 | Não elegível              | Lia                       | Dicesar                       | Fernanda                   | Dourado                    | Dourado                   | Cadu                      | Eliminada (Dia 36)         | Eliminada (Dia 36)         | Eliminada (Dia 36)        | Eliminada (Dia 36)        | Eliminada (Dia 36)        | Eliminada (Dia 36)        | Eliminada (Dia 36)        | Eliminada (Dia 36)        | Eliminada (Dia 36)         | Eliminada (Dia 36)      | 9               |
|                     | Uilliam             | Não elegível                                 | Imune                     | Michel                    | Elenita                       | Dourado                    | Fernanda                   | Dourado                   | Eliminado (Dia 29)        | Eliminado (Dia 29)         | Eliminado (Dia 29)         | Eliminado (Dia 29)        | Eliminado (Dia 29)        | Eliminado (Dia 29)        | Eliminado (Dia 29)        | Eliminado (Dia 29)        | Eliminado (Dia 29)        | Eliminado (Dia 29)         | Eliminado (Dia 29)      | 11              |
|                     | Alex                | Não elegível                                 | Não elegível              | Joseane                   | Anamara                       | Fernanda                   | Fernanda                   | Eliminado (Dia 27)        | Eliminado (Dia 27)        | Eliminado (Dia 27)         | Eliminado (Dia 27)         | Eliminado (Dia 27)        | Eliminado (Dia 27)        | Eliminado (Dia 27)        | Eliminado (Dia 27)        | Eliminado (Dia 27)        | Eliminado (Dia 27)        | Eliminado (Dia 27)         | Eliminado (Dia 27)      | 6               |
|                     | Tessália            | Não elegível                                 | Não elegível              | Joseane                   | Ana Marcela                   | Fernanda                   | Eliminada (Dia 22)         | Eliminada (Dia 22)        | Eliminada (Dia 22)        | Eliminada (Dia 22)         | Eliminada (Dia 22)         | Eliminada (Dia 22)        | Eliminada (Dia 22)        | Eliminada (Dia 22)        | Eliminada (Dia 22)        | Eliminada (Dia 22)        | Eliminada (Dia 22)        | Eliminada (Dia 22)         | Eliminada (Dia 22)      | 6               |
|                     | Ana Marcela         | Não elegível                                 | Não elegível              | Tessália                  | Não elegível                  | Eliminada (Dia 15)         | Eliminada (Dia 15)         | Eliminada (Dia 15)        | Eliminada (Dia 15)        | Eliminada (Dia 15)         | Eliminada (Dia 15)         | Eliminada (Dia 15)        | Eliminada (Dia 15)        | Eliminada (Dia 15)        | Eliminada (Dia 15)        | Eliminada (Dia 15)        | Eliminada (Dia 15)        | Eliminada (Dia 15)         | Eliminada (Dia 15)      | 1               |
|                     | Joseane             | Prova                                        | Líder                     | Tessália                  | Eliminada (Dia 8)             | Eliminada (Dia 8)          | Eliminada (Dia 8)          | Eliminada (Dia 8)         | Eliminada (Dia 8)         | Eliminada (Dia 8)          | Eliminada (Dia 8)          | Eliminada (Dia 8)         | Eliminada (Dia 8)         | Eliminada (Dia 8)         | Eliminada (Dia 8)         | Eliminada (Dia 8)         | Eliminada (Dia 8)         | Eliminada (Dia 8)          | Eliminada (Dia 8)       | 5               |
|                     | Fani                | Prova                                        | Eliminada (Dia 2)         | Eliminada (Dia 2)         | Eliminada (Dia 2)             | Eliminada (Dia 2)          | Eliminada (Dia 2)          | Eliminada (Dia 2)         | Eliminada (Dia 2)         | Eliminada (Dia 2)          | Eliminada (Dia 2)          | Eliminada (Dia 2)         | Eliminada (Dia 2)         | Eliminada (Dia 2)         | Eliminada (Dia 2)         | Eliminada (Dia 2)         | Eliminada (Dia 2)         | Eliminada (Dia 2)          | Eliminada (Dia 2)       | —               |
|                     | Natália             | Prova                                        | Eliminada (Dia 2)         | Eliminada (Dia 2)         | Eliminada (Dia 2)             | Eliminada (Dia 2)          | Eliminada (Dia 2)          | Eliminada (Dia 2)         | Eliminada (Dia 2)         | Eliminada (Dia 2)          | Eliminada (Dia 2)          | Eliminada (Dia 2)         | Eliminada (Dia 2)         | Eliminada (Dia 2)         | Eliminada (Dia 2)         | Eliminada (Dia 2)         | Eliminada (Dia 2)         | Eliminada (Dia 2)          | Eliminada (Dia 2)       | —               |
|                     | Rafael              | Prova                                        | Eliminado (Dia 2)         | Eliminado (Dia 2)         | Eliminado (Dia 2)             | Eliminado (Dia 2)          | Eliminado (Dia 2)          | Eliminado (Dia 2)         | Eliminado (Dia 2)         | Eliminado (Dia 2)          | Eliminado (Dia 2)          | Eliminado (Dia 2)         | Eliminado (Dia 2)         | Eliminado (Dia 2)         | Eliminado (Dia 2)         | Eliminado (Dia 2)         | Eliminado (Dia 2)         | Eliminado (Dia 2)          | Eliminado (Dia 2)       | —               |
|                     |                     |                                              |                           |                           |                               |                            |                            |                           |                           |                            |                            |                           |                           |                           |                           |                           |                           |                            |                         |                 |
| Notas               | Notas               | [1]                                          | [1]                       | [2]                       | [3]                           | [4][5]                     | [6]                        | [7]                       | [8][9]                    | [10]                       | [10]                       | [11][12]                  | [13][14]                  | [15]                      | (nenhum)                  | (nenhum)                  | (nenhum)                  | [16]                       | [17]                    |                 |
| Paredão             | Paredão             | Dourado Fani Joseane Natália Rafael          | Cláudia Elenita Joseane   | Cláudia Elenita Joseane   | Alex Ana Marcela Angélica     | Alex Anamara Tessália      | Alex Eliéser Fernanda      | Dourado Lia Uilliam       | Anamara Elenita Lia       | Angélica Cláudia Sérgio    | Angélica Dicesar Dourado   | Cláudia Dourado Lia       | Dicesar Dourado Eliéser   | Anamara Michel            | Dicesar Sérgio            | Anamara Lia               | Dicesar Dourado           | Fernanda Lia               | Cadu Dourado Fernanda   |                 |
| Eliminado           | Eliminado           | Fani Não escolhida para continuar            | Joseane 61% para eliminar | Joseane 61% para eliminar | Ana Marcela 40% para eliminar | Tessália 78% para eliminar | Alex 56% para eliminar     | Uilliam 58% para eliminar | Elenita 52% para eliminar | Sérgio 46% para imunizar   | Angélica 55% para eliminar | Cláudia 62% para eliminar | Eliéser 59% para eliminar | Michel 63% para eliminar  | Sérgio 53% para eliminar  | Anamara 57% para eliminar | Dicesar 58% para eliminar | Lia 51% para eliminar      | Cadu 11% para vencer    |                 |
| Eliminado           | Eliminado           | Natália Não escolhida para continuar         | Joseane 61% para eliminar | Joseane 61% para eliminar | Ana Marcela 40% para eliminar | Tessália 78% para eliminar | Alex 56% para eliminar     | Uilliam 58% para eliminar | Elenita 52% para eliminar | Sérgio 46% para imunizar   | Angélica 55% para eliminar | Cláudia 62% para eliminar | Eliéser 59% para eliminar | Michel 63% para eliminar  | Sérgio 53% para eliminar  | Anamara 57% para eliminar | Dicesar 58% para eliminar | Lia 51% para eliminar      | Cadu 11% para vencer    |                 |
| Eliminado           | Eliminado           | Fernanda 29% para vencer                     | Joseane 61% para eliminar | Joseane 61% para eliminar | Ana Marcela 40% para eliminar | Tessália 78% para eliminar | Alex 56% para eliminar     | Uilliam 58% para eliminar | Elenita 52% para eliminar | Sérgio 46% para imunizar   | Angélica 55% para eliminar | Cláudia 62% para eliminar | Eliéser 59% para eliminar | Michel 63% para eliminar  | Sérgio 53% para eliminar  | Anamara 57% para eliminar | Dicesar 58% para eliminar | Lia 51% para eliminar      |                         |                 |
| Eliminado           | Eliminado           | Rafael Não escolhido para continuar          | Joseane 61% para eliminar | Joseane 61% para eliminar | Ana Marcela 40% para eliminar | Tessália 78% para eliminar | Alex 56% para eliminar     | Uilliam 58% para eliminar | Elenita 52% para eliminar | Sérgio 46% para imunizar   | Angélica 55% para eliminar | Cláudia 62% para eliminar | Eliéser 59% para eliminar | Michel 63% para eliminar  | Sérgio 53% para eliminar  | Anamara 57% para eliminar | Dicesar 58% para eliminar | Lia 51% para eliminar      |                         |                 |
| Outras %            | Outras %            | Dourado Escolhido por Joseane para continuar | Elenita 33% para eliminar | Elenita 33% para eliminar | Angélica 36% para eliminar    | Anamara 13% para eliminar  | Fernanda 26% para eliminar | Lia 30% para eliminar     | Lia 41% para eliminar     | Cláudia 31% para imunizar  | Dourado 38% para eliminar  | Lia 27% para eliminar     | Dourado 27% para eliminar | Anamara 37% para eliminar | Dicesar 47% para eliminar | Lia 43% para eliminar     | Dourado 42% para eliminar | Fernanda 49% para eliminar | Dourado 60% para vencer |                 |
| Outras %            | Outras %            | Joseane Escolhida por Prova para continuar   | Cláudia 6% para eliminar  | Cláudia 6% para eliminar  | Alex 24% para eliminar        | Alex 9% para eliminar      | Eliéser 18% para eliminar  | Dourado 12% para eliminar | Anamara 7% para eliminar  | Angélica 23% para imunizar | Dicesar 7% para eliminar   | Dourado 11% para eliminar | Dicesar 14% para eliminar | Anamara 37% para eliminar | Dicesar 47% para eliminar | Lia 43% para eliminar     | Dourado 42% para eliminar | Fernanda 49% para eliminar | Dourado 60% para vencer |                 |
| Votos               | Votos               | Não houve votação do público                 | Não divulgado             | Não divulgado             | Não divulgado                 | Não divulgado              | 23.800.000                 | 31.000.000                | Não divulgado             | Não divulgado              | 77.055.621                 | 92.300.000                | Não divulgado             | 27.590.000                | 12.478.000                | 92.230.000                | 125.413.692               | 66.469.550                 | 154.878.460             |                 |

### Legenda
|  | Tribo Sarados   |  |               | Tribo Cabeças |
|  | Tribo Belos     |  | Tribo Ligados |               |
|  | Tribo Coloridos |  | Quarto Branco |               |

## Classificação geral
| Pos.  | Participante        | Meio de indicação                             | % dos votos | Eliminado em |
| ----- | ------------------- | --------------------------------------------- | ----------- | ------------ |
| 1     | Marcelo Dourado     | Finalista                                     | 60%         | —            |
| 2     | Fernanda Cardoso    | Finalista                                     | 29%         | —            |
| 3     | Cadu Parga          | Finalista                                     | 11%         | —            |
| 4     | Lia Kheireddine     | Casa (1 voto)                                 | 51%         | Semana 11    |
| 5     | Dicesar Ferreira    | Líder (Fernanda)                              | 58%         | Semana 11    |
| 6     | Anamara Barreira    | Líder (Cadu)                                  | 57%         | Semana 10    |
| 7     | Sérgio Franceschini | Casa (2 votos)                                | 53%         | Semana 10    |
| 8     | Michel Turtchin     | Líder (Fernanda)                              | 63%         | Semana 9     |
| 9     | Eliéser Ambrósio    | Líder (Fernanda)                              | 59%         | Semana 8     |
| 10    | Cláudia Colucci     | Big Fone (Dourado)                            | 62%         | Semana 7     |
| 11    | Angélica Martins    | Big Fone (Angélica) / Quarto Branco (6 votos) | 55%         | Semana 6     |
| 12    | Elenita Rodrigues   | Casa (6 votos)                                | 52%         | Semana 5     |
| 13    | Uilliam Cardoso     | Casa (6 votos)                                | 58%         | Semana 4     |
| 14    | Alex Vilanova       | Líder (Cadu)                                  | 56%         | Semana 4     |
| 15    | Tessália Serighelli | Líder (Lia)                                   | 78%         | Semana 3     |
| 16    | Ana Marcela Alves   | Big Fone (Ana Marcela)                        | 40%         | Semana 2     |
| 17    | Joseane Oliveira    | Casa (5 votos)                                | 61%         | Semana 1     |
| 18–20 | Fani Pacheco        | Disputa pelas últimas vagas                   | —           | Semana 1     |
| 18–20 | Natália Casassola   | Disputa pelas últimas vagas                   | —           | Semana 1     |
| 18–20 | Rafael Valente      | Disputa pelas últimas vagas                   | —           | Semana 1     |

## Audiência
- Todos os números estão em pontos e são fornecidos pelo IBOPE. A aferição refere-se apenas à cidade de São Paulo, sem valor nacional.

| Data de transmissão | SEG             | TER             | QUA             | QUI             | SEX             | SÁB             | DOM             | Média semanal |
| ------------------- | --------------- | --------------- | --------------- | --------------- | --------------- | --------------- | --------------- | ------------- |
| 12/01 a 16/01/2010  | —               | 30              | 32              | 30              | 28              | 26              | 24              | 28.3          |
| 18/01 a 24/01/2010  | 33              | 30              | 31              | 30              | 31              | 26              | 21              | 28.9          |
| 25/01 a 31/01/2010  | 29              | 29              | 33              | 31              | 32              | 28              | 22              | 29.1          |
| 01/02 a 07/02/2010  | 31              | 33              | 30              | 31              | 32              | 26              | 24              | 29.6          |
| 08/02 a 14/02/2010  | 33              | 31              | 33              | 30              | 32              | 28              | 14              | 28.7          |
| 15/02 a 21/02/2010  | 24              | 29              | 31              | 33              | 33              | 29              | 24              | 29.0          |
| 22/02 a 28/02/2010  | 33              | 34              | 35              | 32              | 31              | 32              | 25              | 31.7          |
| 01/03 a 07/03/2010  | 35              | 33              | 38              | 33              | 33              | 33              | 23              | 32.6          |
| 08/03 a 14/03/2010  | 35              | 33              | 38              | 33              | 35              | 31              | 23              | 32.6          |
| 15/03 a 21/03/2010  | 35              | 36              | 37              | 34              | 33              | 32              | 25              | 33.1          |
| 22/03 a 28/03/2010  | 37              | 37              | 37              | 33              | 37              | 35              | 28              | 34.9          |
| 29/03 a 30/03/2010  | 36              | 41              | —               | —               | —               | —               | —               | 38.5          |
| 12/01 a 30/03/2010  | Média da edição | Média da edição | Média da edição | Média da edição | Média da edição | Média da edição | Média da edição | 31.0          |

- Cada ponto, em 2010, representava 60.000 domicílios em São Paulo.